# Cantó de Le Grand-Quevilly
El cantó de Le Grand-Quevilly és un cantó francès del departament del Sena Marítim, situat al districte de Rouen. Compta amb 1 municipi i el cap és Le Grand-Quevilly.

## Municipis
- Le Grand-Quevilly

## Història
| Data d'elecció                           | Identitat          | Partit | Qualitat |
| ---------------------------------------- | ------------------ | ------ | -------- |
| 1982-2008                                | Pierre Giovannelli | PS     |          |
| 2008-                                    | Nicolas Rouly      | PS     |          |
| les dades anteriors no són pas conegudes |                    |        |          |
|                                          |                    |        |          |

## Demografia
| A partir de 1990: Població sense dobles comptes |